# UFC 59
UFC 59: Reality Check foi um evento de artes marciais mistas promovido pelo Ultimate Fighting Championship, ocorrido em 15 de abril de 2006 no Arrowhead Pond em Anaheim, California. Foi o primeiro evento do UFC no estado da Califórnia, depois da legalização do MMA naquele estado. A luta principal do evento foi entre Tim Sylvia e Andrei Arlovski, pelo Cinturão Peso Pesado do UFC.

## Resultados
Nota 1 Pelo Cinturão Peso-Pesado do UFC.

Nota 2 O árbitro interrompeu a luta, enquanto Scott Smith parou de lutar, Terrell não parou, em seguida conseguiu quedar Smith e aplicou um mata-leão, finalizando a luta. Depois da luta, Smith apelou para a Comissão Atlética do Estado da Califórnia para que mudasse o resultado para Sem Resultado, mas não conseguiu.

## Bônus da Noite
- Luta da Noite:  Tito Ortiz vs.  Forrest Griffin

## Ligações Externas
- Página oficial do UFC

1. ↑  Nota 1
2. ↑  Nota 2